# Есеј у покрету
Есеј у покрету је нова форма извођачке уметности, концепт позоришне и плесне ауторке Сање Крсмановић Тасић, који настаје кроз истраживачки поступак и као резултат има документаристичко-уметничку форму. У њему се кроз сцене и сценске фрагменте приповедају истинити догађаји и појаве уз критичко промишљање њиховог настанка и последица. 
Есеј у покрету се увек приказује кроз призму личне историје стављене у контекст друштвених догађаја које су на њу директно утицали. Може се сматрати за подврстом „позоришног есеја”, иако садржи снажне физичке и кореографске сегменте, кроз покрет, игру и кретање као основне форме уметничког изражавања.
Као и сваки есеј, и „позоришни есеј” садржи фусноте које се приказују на крају, током или на самом почетку есеја-представе. Публика увек има прилику да бира редослед којим ће се фусноте разоткривати или приказивати у простору, кроз текст, видео рад, сцену, интервенцију у простору, перформанс, интеракцију или на неки други неочекивани начин. Ова форма је едукативно-уметничка и доприноси живој енергији и интеракцији између публике и извођача.
Први есеј у покрету „Приче хлеба и крви” („Tales of Bread and Blood”) Сање Крсмановић Тасић доживео је своју светску премијеру на Магдалена Фестивалу ”Наследство и изазови-25 година Магдалена Пројекта” („Legacy and Challenge”), у Кардифу, Велс 20. августа 2011. године. 
Ауторка наставља да развија овај сценски израз кроз представе “О с(а)вести-есеј у покрету о Дади Вујасиновић” (2014) у који започиње фуснотама, а завршава самим есејом у покрету, и “Сестре по оружју/Sisters in Arms”, прве српско-новозеландске ко-продукције Хлеб Театра и Ake Ake Teatra из Данидна (Dunedin) са Новог Зеланда.

## Награде
- Представа “О с(а)вести-есеј у покрету о Дади Вујасиновић” је јула 2014. награђена признањем „Бранислав Б. Чубриловић”, која се додељује аутору са најхрабријим и најиновативнијим приступом уметности.
- Иста представа је 2015. године награђена Златном маском (ГРАНД ПРИX Фестивала) АРТ ТРЕМА Фестивала у Руми, где је председница жирија била Мирјана Карановић. Представа је на овом Фестивалу добила и награду за најбољу музику и тотал дизајн. У образложењу награде је истакнута „Сања Крсмановић Тасић је храбрим истраживачким приступом кроз изузетно снажно мултимедијално уметничко дело проговорила о проблематичној и трауматичној друштвеној теми политичког убиства, подстичући тиме гледаоце да сами потраже одговор на питање – шта је слобода.”
- Представа „Сестре пооружју-есеј у покрету о Првом светском рату” је ушла у ужи избор Grundtvig награде за најбољи едукативно уметнички пројекат о Првом светском рату.

## Реч критике (избор)
- Ана Тасић, 2014: ПОЗОРИШТЕ И СЕЋАЊЕ - Лудус:

„(…)Представа је остварена у посебној форми фрагментарног, мултимедијалног сценског есеја. Реч је и о плесно-драмском, документарном делу које има изражену интеракцију са гледаоцима. Они сами бирају ток представе, односно сцене које ће глумица играти. А сцене су замишљене као фусноте, фундаментални састојци овогличног и друштвеног есеја. Сценске фусноте су интригантно решење које је Сања Крмановић Тасић поставила у својој претходној представи „Причехлеба и крви”, но само у једном њеном делу, док је тај поступак овде проширен, кроз читаву представу. Представа „О с(а)вести” има четрнаест могућих фуснота: СФРЈ, Блок, Године, Рад/тна биографија, Етика, Лично, Лада, Чипс и пиво, Истрага, Глисте, Утисак, Положај тела, Говор, Данас. Оне су међусобно различите, и формално и стилски и тематски, што гради важну динамику представе, неизвесност у извођењу сваке сцене.”
„(…)Теоретичари и практичари различитих варијанти театра суровости, између осталих Антонен Арто, Хауард Баркер и Сара Кејн, суровост на сцени су видели као пут до истине и спасења канцерозног друштва у метастази. Представа „О с(а)вести” Сање Крсмановић Тасић сигурно се налази на том путу, борбе за праведније друштво, крозболну, али неопходну конфронтацију са нерашчишћеним рачунима из наше недавне прошлости.”
- Александра Гловацки, 2014. Емисија „Култура”, Радио Београд, Програм 202:

“Сваки фрагмент је драматуршки прецизно уобличен у целину, њиховим ређањем постиже се јака ритмичност, а публика је додатно увучена у догађање тиме што сама бира редослед фуснота. Сам есеј, Сањин безгласни и плесни пролазак кроз читаву причу долази на крају, као круна овог аутентичног и театарски значајног поступка. Ово је узбудљива представа, маштовита, емотивна. Освешћујућа.”
- Ана Тасић, 2014: „Преиспитивање као облик активизма” ЛИЦЕ У ЛИЦЕ Бр.22:

„Пример за ту изузетно квалитетну, а у сваком смислу независну сцену јесте и самостални рад Сање Крсмановић Тасић, глумице која је била у Дах театру, али је недавно кренула путем солистичких, независних, ангажованих пројеката. Она се (ауто)критички, ангажовано бави битним друштвеним питањима, а физички припада независној, ван институционалној сцени. Недавно је на сцени Битеф театра премијерно изведена њена заиста упечатљива, друштвено и естетски важна представа Есеј у покрету о Дади Вујасиновић, новинарки која је под неразјашњеним околностимас традала у вихору бруталних деведесетих. Ова представа је можда најбољи пример за инспиративну, друштвено важну, активистичку, уметнички вредну и продукцијски потпуно независну сценску праксу.”
- Горан Цветковић, 2014: Радио Београд, штампано у Новом Магазину И БЕТОН-у:

„Све сцене су високо поетске, позоришно маштовите и врло, врло сугестивне. Велики рад целе екипе сарадника ауторке и перформерке Сање Крсмановић Тасић, умногоме се исплатио. Благост и људска топлина који дају основни тон целе представе, прави је начин дубоке ПОБУНЕ против насиља и смрти, коју треба да сугерише овај значајан подухват. Ауторка је показала и вештину и даровитост у избору средстава израза, али најважније је што је својим племенитим делом приближила храбри и трагични лик Даде Вујасиновић публици и створила неизбрисив спомен овој храброј и трагичној младој жени, која је платила многе рачуне времена у коме је искушавала силе мрака у коме је нестала. Захваљујем на оваквом раду и честитам на моралном и уметничком ставуа уторке. БРАВО!”
„У представи „Сестре по оружју” откривамо један директан, скоро скрома нприступ, али тако углачан и иновативан. Њихова лака комуникација са публиком се завршава са фуснотама. Двадесетак тема је пројектовано на зиду, док глумци седе испред нас и позивају наша питања. Ми бирамо да чујемо о српским обичајима; када су играли у Србији, публика је желела да сазна нешто више о „хаки”.”
„Ово је трасцдентно позориште које успева у томе да оствари свој циљ, помажући људима да се међусобно разумеју, заустављајући кругове рата и насиља. Публика је ентузијастична у свом аплаузу. Ово дело је невероватно важно. Узети нешто страшно као рат и од тога створити нешто толико покретачко и потресно.”